# Periplaneta banksi
Periplaneta banksi — вид тараканообразных из семейства Blattidae. Обитают на Филиппинах и Тайване. Довольно крупные тараканы красно-коричневой окраски. Самцы и самки мало отличаются друг от друга. Предпочитают жить в пещерах (троглофилы), но способны обитать и вне их, а также не имеют специфических адаптаций к пещерной жизни. И нимфы, и взрослые особи, возможно, становятся жертвами фрин Charon sp. и Sparassidae Heteropoda sp.